# Aeroportul Lakefront
Aeroportul Lakefront (IATA: NEW, ICAO: KNEW, FAA LID: NEW) este un aeroport din Louisiana, Statele Unite ale Americii ce deservește zona New Orleans. Aeroportul a fost tranzitat în 2019 de 262 de pasageri.
Situat la o altitudine de 2 m, aeroportul dispune de 3 piste.

## Infrastructură

### Piste
Aeroportul dispune de 3 piste: 
- pista 09/27 din asfalt, cu dimensiunile 3.114 picioare × 75 picioare
- pista 18L/36R din asfalt, cu dimensiunile 3.697 picioare × 75 picioare
- pista 18R/36L din asfalt, cu dimensiunile 6.879 picioare × 150 picioare